# Joannes Henricus van Frankenberg
Joannes Henricus van Frankenberg (Johann Heinrich von Frankenberg, Gross-Glogau (Silezië), 18 september 1726 – Breda, 11 juni 1804) was aartsbisschop van Mechelen en kardinaal. Aanvankelijk stond hij als aartsbisschop open voor hervormingen maar tegenover de hervormingen onder keizer Jozef II nam hij steeds meer een strikte houding aan, gekenmerkt door anti-jansenisme en ultramontanisme.

## Levensloop
Frankenberg stamde uit een adellijk geslacht uit Silezië. Hij was de zoon van Otto Venantius graaf van Frankenberg en Schellendorf en Francisca Gaudentia van Khünburg, een zus van de aartsbisschop van Praag, Ferdinand van Khünburg, die ook zijn dooppeter was. Hij genoot zijn opleiding aan het jezuïetencollege van zijn geboortestad en ging daarna naar de universiteit van Breslau en ten slotte, na Pruisische inval in Silezië, naar het Duitse College in Rome. Daar werd hij op 10 augustus 1749 tot priester gewijd. Hij keerde terug naar Oostenrijk en was vicaris van Görz in Carniola van 1750 tot 1754. In 1754 werd hij deken van het Allerheiligenkapittel van Praag en drie jaar later werd hij proost van het kapittel van Sint-Cosmas en Sint-Damianus in Alt Bunzlau (Stara Boleslav). Hij was een vertrouweling van keizerin Maria-Theresia en werd door haar als aartsbisschop van Mechelen en primaat van de Oostenrijkse Nederlanden aangesteld op 28 mei 1759. Dit was tegen het advies van landvoogd Karel Alexander van Lotharingen en de Geheime Raad die binnenlandse kandidaten hadden voorgesteld. Hij werd op 15 juli 1759 tot bisschop gewijd door de aartsbisschop van Wenen, Christoph Migazzi, in de kapel van Schönbrunn in aanwezigheid van de hele keizerlijke familie.

### Aartsbisschop
In augustus 1759 reisde hij af naar de Nederlanden en op 27 september werd hij feestelijk ingehaald in Mechelen. Daar sprak hij de toegestroomde menigte in het Frans toe en beloofde Nederlands te zullen leren. Tijdens zijn episcopaat leerde hij inderdaad Nederlands lezen en schrijven, maar bediende zich wel van het Frans als spreektaal. Hij was vergezeld door zijn secretaris en aalmoezenier Melchior Antonius Keller, maar bouwde verder op de medewerkers van zijn voorganger. Hij toonde een grote pastorale inzet en tijdens zijn jaarlijkse vormingsreizen doorkruiste hij zijn hele bisdom en vormde in sommige jaren meer dan 22.000 kinderen. Frankenberg was aanvankelijk een voorstander van een kerkhervorming. Later ageerde hij wel tegen de verspreiding van de ideeën van de Verlichting en de boeken van Voltaire en Rousseau.
Onder zijn leiding werd het aartsbisschoppelijk paleis, waarvan de bouw al in 1717 was begonnen, afgewerkt. 
Maria Theresia kende hem in 1765 het Grootkruis van de orde van Sint-Stefanus toe en hij werd op haar voordracht tot kardinaal verheven op 1 juni 1778 door paus Pius VI. 

### Verzet tegen Jozefinisme
Hij kwam in conflict met keizer Jozef II naar aanleiding van diens burgerlijke wetgeving rond het huwelijk in 1784. Dit conflict escaleerde naar aanleiding van de jozefinistische hervorming van de priesteropleiding. Frankenberg verzette zich tegen de oprichting van een Seminarie-Generaal in Leuven dat de bisschoppelijke seminaries en de opleidingen binnen de religieuze orden zou vervangen. Nadat het Seminarie-Generaal was geboycot werd Frankenberg naar Wenen ontboden in 1787 en onder zware druk tekende hij een verklaring waarin hij de hervorming goedkeurde. Terug in Mechelen bleef hij zich echter verzetten tegen het jansenistisch geïnspireerde onderwijs in het Seminarie-Generaal en hij werd in 1788 gedagvaard en veroordeeld door de Grote Raad. Het Mechels seminarie werd daarna op 3 augustus ontruimd en gesloten. Frankenberg aanvaardde na lang aarzelen het aanbod van Wenen om de orthodoxie van het onderwijs in het nieuwe seminarie zelf te beoordelen, waarbij hij zich liet omringen door medestanders van de verbannen, anti-jansenistische Leuvense professor Jan-Frans van de Velde. Toen bleek dat het verslag van de kardinaal negatief zou uitvallen, verbood de regering hem om zijn besluiten publiek te maken. Zonder medeweten van Frankenberg verscheen zijn verklaring toch in druk in juni 1789. Op 18 juni 1789 woonde Frankenberg de zitting van de Staten van Brabant bij die leidde tot de Brabantse Omwenteling. 
Frankenberg was echter geen voorstander van gewapend geweld en deed op 31 augustus op aandringen van minister Trauttmansdorff een oproep tot gehoorzaamheid aan het wettelijk gezag. Tegelijk pleitte hij echter voor het herstel van de volle vrijheid van de kerk en het herstel van de Leuvense universiteit. De polemiek tussen de bisschoppen en de regering leidde in september 1789 tot een aanhoudingsmandaat tegen Frankenberg en de Antwerpse bisschop de Nelis. Frankenberg moest onderduiken in Brussel om aan arrestatie te ontsnappen. Nadat Brussel was ingenomen door de opstandelingen kon hij zijn schuilplaats verlaten. Hij nam deel aan de Staten van Brabant en de Staten-Generaal maar hield zich in tegenstelling tot bisschop de Nelis politiek op de vlakte. Hij werd geloofd als een van de leiders van de Brabantse Omwenteling maar zelf ontkende hij tegenover de keizer dat de clerus schuld trof aan de opstand. Na de terugkeer van de Oostenrijkers verzoende hij zich zich met de regering, die toegevingen deed en verschillende Jozefinistische maatregelen terugdraaide. Tijdens de korte Franse annexatie in 1792-1793 moest Frankenberg opnieuw onderduiken.

### Franse Tijd
Frankenberg vluchtte voor de Franse inval in juli 1794 en verbleef achtereenvolgens in Roermond, Utrecht en Amsterdam. Hij keerde in augustus 1795 terug naar zijn bisdom en installeerde zich in het Mechelse seminarie omdat het aartsbisschoppelijk paleis was opgevorderd door de Fransen. Als teruggekeerde émigré was hij bereid een verklaring te ondertekenen zich te zullen schikken naar de wetten van de Republiek. Maar hij weigerde de eed van haat aan het koningschap af te leggen en werd door de Fransen verbannen in 1797. Hij vestigde zich in Emmerich dat onder Pruisisch bewind was. Van daaruit bleef hij ageren tegen de eedformule opgelegd door de Fransen, ook nadat de inhoud hier was afgezwakt. In 1798 werd hij in een breve van paus Pius VI geloofd om zijn standvastigheid. Door zijn agitatie via herderlijke brieven moest Frankenberg op bevel van de Pruisen Emmerich verlaten en hij vestigde zich in Borken (Duitsland). Als gevolg van het Concordaat van 15 juli 1801 werd het aartsbisdom Mechelen uitgebreid met het voortaan afgeschafte bisdom Antwerpen. Frankenberg nam overeenkomstig de bepalingen van het Concordaat ontslag als aartsbisschop op 20 november 1801. Hij leefde vanaf 1802 in Breda (Nederland) waar hij op 11 juni 1804 als balling stierf na een beroerte. 
Hij werd begraven op het kerkhof van Rijsbergen. Op 14 mei 1923 werd zijn stoffelijk overschot bijgezet in de crypte van de Sint-Romboutskathedraal in Mechelen.